# Guyraitapu Pygua
Tekoá Guyraitapu Pygua (pronunciado /Guãraitapú Pã'guá/) conhecida pelos não-indígenas como Aldeia Araponga, é uma comunidade indígena guarani no município brasileiro de Paraty, no Estado do Rio de Janeiro.
Em outubro de 2001, a Tekoá Guyraitapu Pygua lançou um álbum musical com seus cantos tradicionais, chamado Porahei Tekoa Guyraitapu Pygua (Cantos da Aldeia Araponga). Gravado na casa cerimonial guarani , a Opy o álbum registra cantos ancestrais acompanhados da sonoridade de instrumentos seculares da tradição guarani entre estes a flauta mimby, os tambores angua'pú, a rabeca de três cordas ravé e o bastão de ritmo takuá'pú.